# Combined diesel and diesel

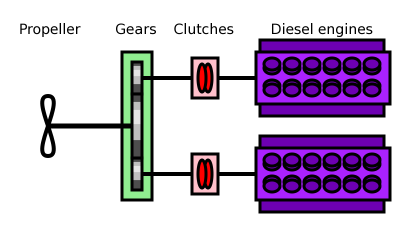
Principe d'un système de propulsion CODAD

Combined diesel and diesel (CODAD), en français : diesel et combinés, est un système de propulsion pour les navires utilisant deux moteurs Diesel pour alimenter un seul arbre d'hélice. Une boîte de vitesses et des embrayages permettent à l’un ou l’autre des moteurs, ou aux deux moteurs ensemble, d’entraîner l’arbre. 
Ce système présente deux avantages par rapport à l’utilisation d’un seul moteur Diesel plus gros de la même puissance totale :
- d’abord, les moteurs Diesel ont une consommation de carburant spécifique légèrement meilleure à 75 % à 85 % de leur puissance maximale qu’à seulement 50 % de puissance ;
- ensuite, il y a un avantage de masse et de taille à utiliser deux moteurs à plus grande vitesse par rapport à un seul moteur à basse vitesse, même avec un système de boîte de vitesses légèrement plus grand.

## Liste des navires CODAD
- Patrouilleur de classe Guaicamacuto
- Frégate de type 31[1]
- Corvette de classe Steregouchtchi
- Frégate de classe Jose Rizal
- Frégate de défense et d'intervention, ex-Frégates de taille intermédiaire[2]
- Frégate de type 054A
- Corvette de classe Doha
- MV Piano Land (anciennement MV Oriana)
- M/F Povl Anker